# Paprika Jancsi
Paprika Jancsi, néha Paprikajancsi európai népi bábfigura.

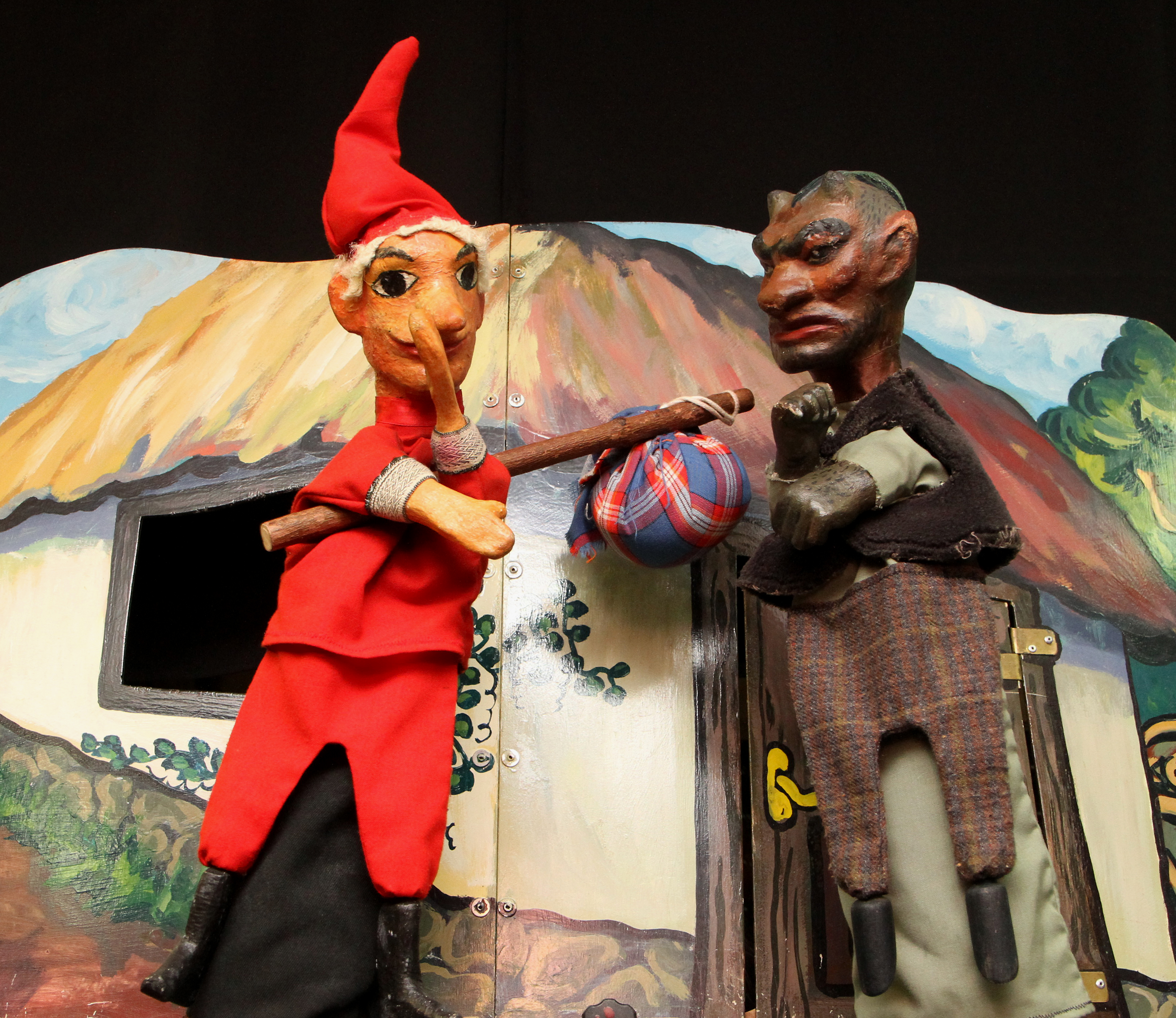
Paprika Jancsi és az ördögök bábjáték

Álla előreugrik, bajuszos, vagy bajusztalan szemtelen sihederarca van, sipkát és kaftánszerű kabátot visel, kezében gyakran bot, palacsintasütő, vagy fakanál van. Durva humorú, verekedős, de jólelkű figura, a szegények és bajban lévők védelmezője. Általában anyjával együtt szerepel és egy fehér házinyúl kíséri.
Garay János említette először, 1843-ban egy cikkében, amely a Regélő című folyóiratban jelent meg, mint a magyar „policinellót”. (Pulcinello vagy Pulcinella középkori eredetű európai bábfigura, akit nagy orra vagy tréfái tehetnek hasonlóvá Paprika Jancsihoz.) A figura Garay korában már jól ismert lehetett.
Modern kori megszemélyesítője Bartha Antal és Kapusi Szabolcs. 
Bartha Antal bábkomédiái: Paprika Jancsi, Paprika Jancsi visszatér, Paprika Jancsi messze jár, Paprika Jancsi csúzlizdája.
Kapusi Szabolcs vásári bábjátéka: Paprika Jancsi és az ördögök.
Paprika Jancsival szinte azonos népi bábfigura Vitéz László, aki később tűnhetett fel (a 20. század elején már hagyományként emlegették).
Esik az eső, süt a Nap,

Paprikajancsi mosogat.

Hát az öreg mit csinál?

Hasra fekszik, úgy pipál,

Eltörött a pipája,

János bácsi csinálja.